# 蒂姆里
蒂姆里（法語：Thumeries，法語發音：[tymʁi]）是法国上法兰西大区北部省的一个市镇，位于该省中部偏南，属于里尔区。

## 地理
蒂姆里（50°28'44"N, 3°3'18"E）面积7.03 平方千米，位于法国上法蘭西大區北部省，该省份为法国最北部的省份及最长的省份，西北濒北海，西接加来海峡省，南至埃纳省和索姆省，东与比利时接壤。
与蒂姆里接壤的市镇（或旧市镇、城区）包括：拉讷维尔、蒙绍、佩韦勒地区蒙斯、奥斯特里库尔、勒福雷、阿蒂什、瓦阿尼。

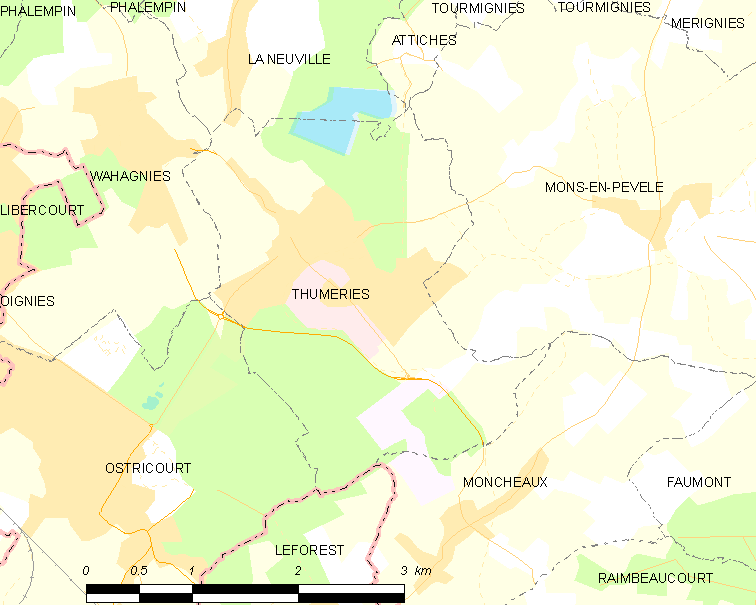
蒂姆里的OSM定位图

蒂姆里的时区为UTC+01:00、UTC+02:00（夏令时）。

## 行政
蒂姆里的邮政编码为59239，INSEE市镇编码为59592。

## 政治
蒂姆里所属的省级选区为佩韦勒地区唐普勒沃县。

## 人口

1962-2008年间蒂姆里人口变化图示

蒂姆里于2022年1月1日时的人口数量为4102人。